# ساتوشي ياشيرو
ساتوشي ياشيرو (باليابانية: 八代 敏) (10 ديسمبر 1974 في إيباراكي في اليابان – )؛ هو لاعب كرة قدم ياباني سابق كان يلعب كمدافع.

## وصلات خارجية
- ساتوشي ياشيرو على موقع رابطة كرة القدم اليابانية للمحترفين (اليابانية)